# Střelské Hoštice
Střelské Hoštice falu és önkormányzat (obec) Csehország Dél-csehországi kerületének Strakonicei járásában. Területe 20,83 km², lakosainak száma 916 (2008. 12. 31). A falu Strakonicétől mintegy 12 km-re nyugatra, České Budějovicétől 64 km-re északnyugatra, és Prágától 100 km-re délnyugatra fekszik.

## Az önkormányzathoz tartozó települések
- Kozlov
- Sedlo
- Střelské Hoštice
- Střelskohoštická Lhota

## Népesség
A település népessége az elmúlt években az alábbi módon változott:
| Lakosok száma | 1818 | 1747 | 1572 | 1156 | 973  | 892  | 880  | 892  | 896  | 908  |
|               | 1869 | 1890 | 1921 | 1950 | 1980 | 2001 | 2017 | 2019 | 2022 | 2024 |